# Elatine californica
Elatine californica là một loài thực vật có hoa trong họ Elatinaceae. Loài này được A.Gray mô tả khoa học đầu tiên năm 1878.